# Chigateri, Harapanahalli
Chigateri là một làng thuộc tehsil Harapanahalli, huyện Davanagere, bang Karnataka, Ấn Độ.